# Axlarna ska slutta
Axlarna ska slutta eller I år ska det vara sluttande axlar är en kuplett ur revyn Karl Gerhards glädjehus 1951, med text av Karl Gerhard och musik av Kaj Stighammar och Herbert Steen.
Det finns en inspelad version som innehåller fyra verser, och ett programblad som innehåller tre. Den enda text som är identisk mellan dessa två versioner är den första refrängen (med "refräng" menas ju i kuplettsammanhang inte en identisk text som upprepas, utan ett större textsjok varav bara ett fåtal textrader är identiska från gång till gång). Första versen och dess refräng handlar om herrmodet där axelvaddarna var på väg ut. Gerhard undrar hur det ska gå, när ingen man längre får minsta hjälp av kläderna att bli axelbred och stilig - "så hur det här ska slutta det vet inte jag". 
Programbladets vers och refräng nummer två handlar om teatervärlden och nämner Inga Tidblad på Dramaten, och nummer tre om Hollywood-film och om aktualiteter på den stockholmska teater- och revyscenen.
Den inspelade versionens andra vers och refräng handlar huvudsakligen om aktuella saker i svensk politik, och ger många exempel på vilda karlgerhardrim. Företaget Lifaco nämns. Den tredje strofen handlar om de pingstvänska trätobröderna Lewi Petrus och Sven Lidman, och den fjärde om Jussi Björling.